# August Wilhelm Zumpt
August Wilhelm Zumpt (Königsberg, 4 de diciembre de 1815 - Berlín, 22 de abril de 1877) fue un académico clásico alemán que desarrolló amplios estudios sobre epigrafía latina. Era sobrino de Karl Gottlob Zumpt.

## Trayectoria académica
Nacido en Königsberg, Zumpt estudió en Berlín y en 1851 empezó a trabajar como profesor en el Friedrich-Wilhelm-Gymnasium.
Sus estudios sobre epigrafía (recogidos en Commentationes epigraphicae 1850-54) creó un conflicto con Theodor Mommsen en relación con la preparación del Corpus Inscriptionum Latinarum ,cuyo esquema esbozado por Mommsen fue aprobado en 1847. Zumpt falleció en Berlín.

## Obras
- Edición de Rutilius Claudius Namatianus (1840)
- De Augustalibus et Seviris Augustalibus commentatio epigraphica (1846)
- Monumentum Ancyranum (con Franck, 1847)
- Studio Romana (1859)
- Das Kriminalrecht der röm. Republik (1865-1869)
- Ediciones de Pro Murena (1859) y De lege agraria (1861) de Cicerón
- De monumento Ancyrano supplendo (1869)
- Der Kriminalprozess der röm. Republik (1871)

Wilhelm Ihne incorporó materiales desarrollados por Zumpt en los volúmenes séptimo y octavo de su obra Römische Geschichte (1840).